# Église Sainte-Patricia de Naples
L'église Sainte-Patricia (italien : chiesa di Santa Patrizia) est une église de Naples située via Armanni. Elle est dédiée à sainte Patricia et dépend de l'archidiocèse de Naples.

## Histoire et description
L'église et son couvent annexe ne doivent pas être confondus avec l'église Santa Patrizia dite interna, ou église Santi Nicandro e Marciano, construite plus tard. 
La fondation de cette église remonte au VIIIe siècle quand un groupe de religieuses de l'ordre de saint Basile consacrent un lieu de culte à sainte Patricia.
L'ensemble est reconstruit avec un nouveau couvent au XVIe siècle en style Renaissance, puis est refait au XVIIe siècle avec une église cette fois le long de la rue, dessinée par Giovanni Marino della Monica.
L'intérieur présente une nef unique avec un transept et des chapelles. Il conserve des tableaux de Belisario Corenzio et un beau maître-autel de marbre de Ferdinando Sanfelice.
Aujourd'hui l'église, toujours ouverte au culte, fait partie du campus de Naples de université de la Campanie Luigi-Vanvitelli.